# ルネ・ラエンネック

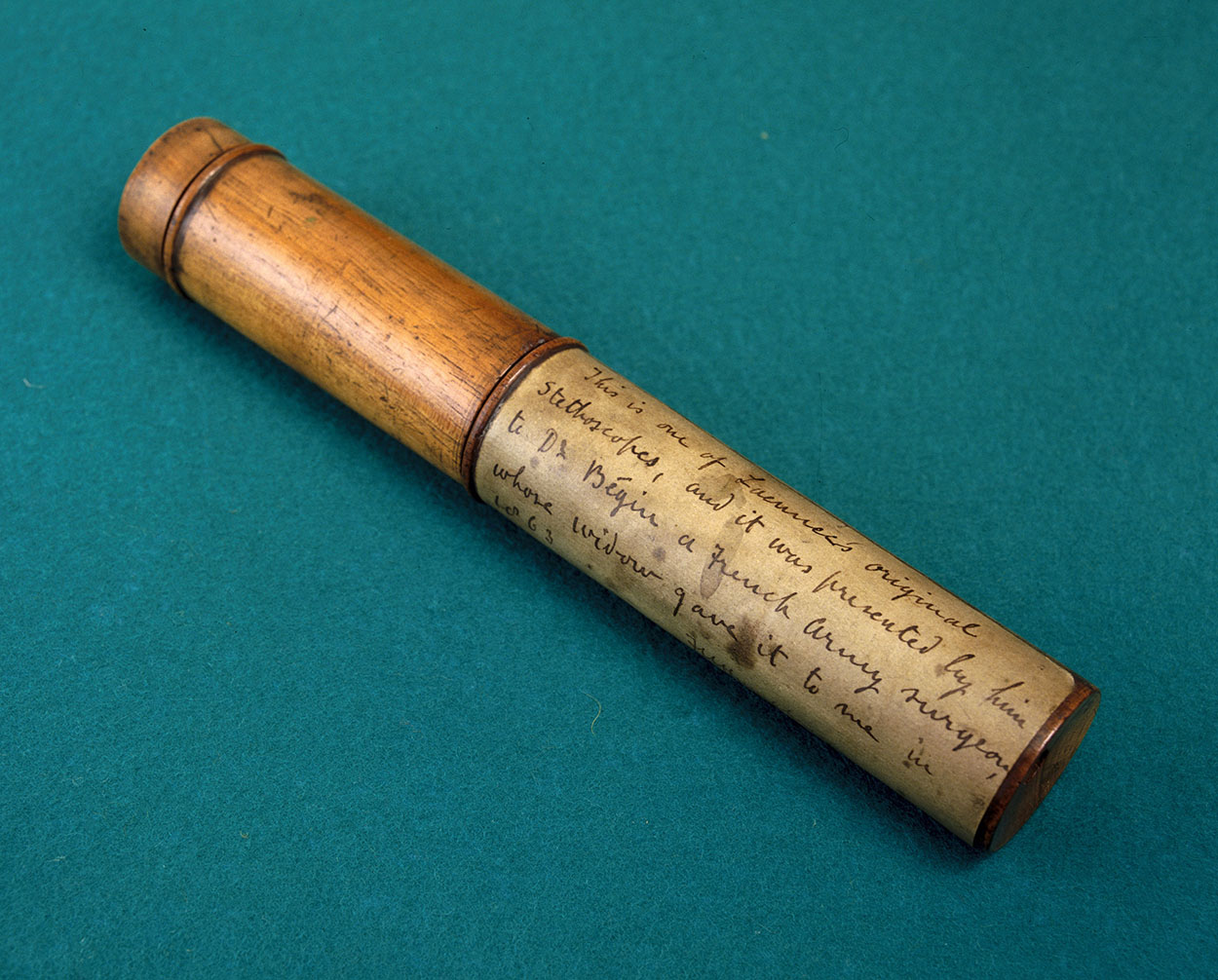
ラエンネックが所有していた聴診器。ロンドンのサイエンス・ミュージアム所蔵

ルネ＝テオフィル＝ヤサント・ラエンネック（フランス語: René-Théophile-Hyacinthe Laennec、ブルトン語: René Théophile Hyacinthe Laenneg、1781年2月17日 - 1826年8月13日）はフランスの医師。ルネ・ラエネクとも。1816年に聴診器を発明し、それを利用した胸部の診察方法を考案した。
1822年にはコレージュ・ド・フランスの講師となり、1823年には医学部の教授となった。1826年、結核の為死去。

## 前半生と性格
ブルターニュ半島のカンペールに生まれる。5、6歳の頃に母が結核で亡くなり、その後聖職者の大叔父の元に引き取られた。やがて、大学の医学部で教鞭を執っていた叔父を頼って、12歳の時にナントへ移り住む。ナントでは優秀な学生で、英語とドイツ語を学び、間も無く叔父の指導の下で医学の勉強を始めた。
法律家であった父は、彼がそのまま医師になることを許さず、失意のルネは一時期国中を旅し、踊り、ギリシア語と詩を学んだ。しかし1799年、再び医学を志す様になったラエンネックはパリへと移り、ギヨーム・デュピュイトランやジャン＝ニコラ・コルヴィサール等と云った有名な医師の下で学んだ。彼はそこで、音を利用した診察方法の手解きを受けた。師の一人コルヴィサールは、1761年にレオポルト・アウエンブルッガーが提唱し無視された、音に基づく診断技術の再検討を主張していた。
ラエンネックはフランス革命の頃に、ナントで手術の助手を務めていた。彼は信心深いカトリック教徒であり、同時に非常に親切な人物として有名で、貧者への彼の慈善活動は彼の語り草となっていた。

## 聴診器の発明
ラエンネックは古典的論文 De l'Auscultation Médiate を執筆し、1819年に発表した。その序文には次の様にある。
1816年、私は心臓の病気の一般的症状に悩まされている若い女性を診察した。その症例では脂肪が付きすぎていて打診や触診ではほとんど何もわからなかった。前述したもうひとつの診察法（直接聴診）は、患者の年齢や性別によっては実施が難しい。そこで私は音響についての単純でよく知られた事実を思い出した。……すなわち、木片の一端に耳を押し当てると、もう一端をピンで引っかいた音がよく聞こえるということである。そこで私は紙を丸めて筒状にし、一端を心臓のあたりに押し当て、もう一端を私の耳にあてた。すると心臓の鼓動が耳を直接押し当てたときよりはっきり聞こえた。
特に患者が肥満の場合には、患者の胸に直接耳を押し当てるよりも、聴診器を使った方が遥かに聞き取りやすいことをラエンネックは証明した。また女性患者の場合、直接的な触診は憚られるが、聴診器であればそうした問題もない。

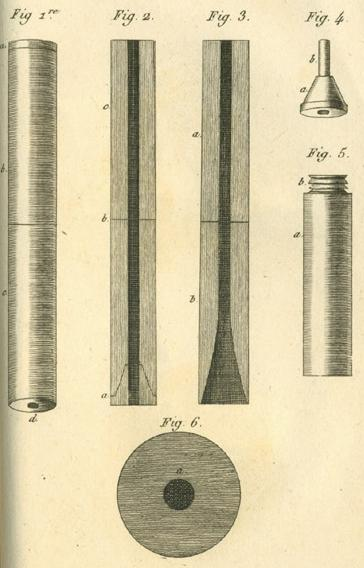
世界初の聴診器の図（1819年）

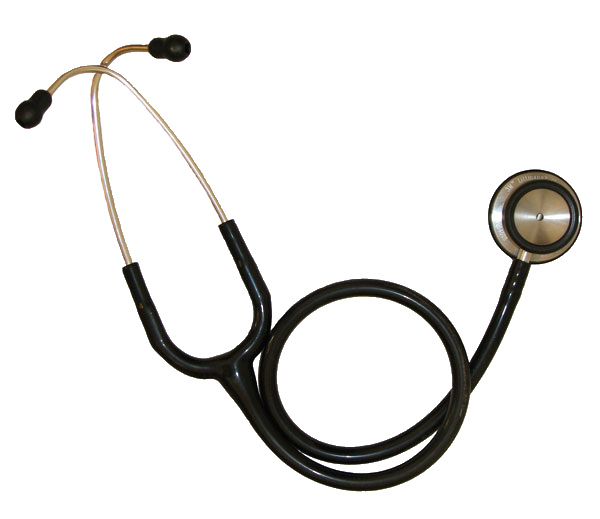
現代の聴診器

ラエンネックは、以前に子供達が長い中空の棒を使って遊ぶ様子を見たことがあり、それが聴診器の発明に繋がったと言われている。子供達は一方の端に耳を当て、もう一方の端をピンで引っ掻いて、音が増幅されて耳迄届くのを楽しんでいた。また彼にはフルートの趣味もあり、そのことも聴診器発明のインスピレーションを与えたのかもしれない。彼が最初に試作した聴診器は、長さ約25cmの木製の中空の円筒で、後にそれを3つの分離可能な部品で構成する様に改良した。
彼は、特に胸を患った入院患者を診ることが多かった。その為、聴診器で聞こえる音の変化と胸の病理学的変化とを関係付けることができ、この新たな医療器具の活用法を更に開拓していくことができた。ラエンネックは聴診によって聞こえる音を分類し、rales（水泡音）、rhonchi（類鼾音）、crepitance（捻髪音）、egophony（山羊音）等の用語を考案した。これらは今でも医師が診察で日常的に使っている。1818年2月、彼は Academie de Medecin でこれらの発見について発表し、1819年に論文を本に纏めて出版した。
当時一般的であった、患者の身体に直接耳を押し当てる「直接聴診法」に対比させ、ラエンネックは「間接聴診法」という新たな専門用語を生み出した。また彼は自身の聴診器を "stethoscope" と名付けた。stethos は「胸」、skopos は「診察」をそれぞれ意味する。
無論、聴診器は全ての医師に歓迎された訳ではない。アメリカの有名な医学雑誌、ニューイングランド・ジャーナル・オブ・メディシンは2年後の1821年に、ラエンネックの聴診器の発明を紹介している。しかし1885年になっても「耳があるなら聴診器ではなく耳で聞け」と主張する医学者もいた。アメリカ心臓協会の創設者L・A・コーナー（1866年-1950年）も、直接聴診の為に患者の胸に当てる絹のハンカチを常に持ち歩いていた。
ラエンネックは聴診器を "the cylinder" とも呼び、数年後の死に際しては「わが人生最大の遺産」としてこれを自身の甥に譲った。
両耳を使う現代的聴診器は1851年に Arthur Leared が発明した。これを1852年に George Cammann が商業生産向きに改良し、それが後の標準となった。

## その他の医学への貢献

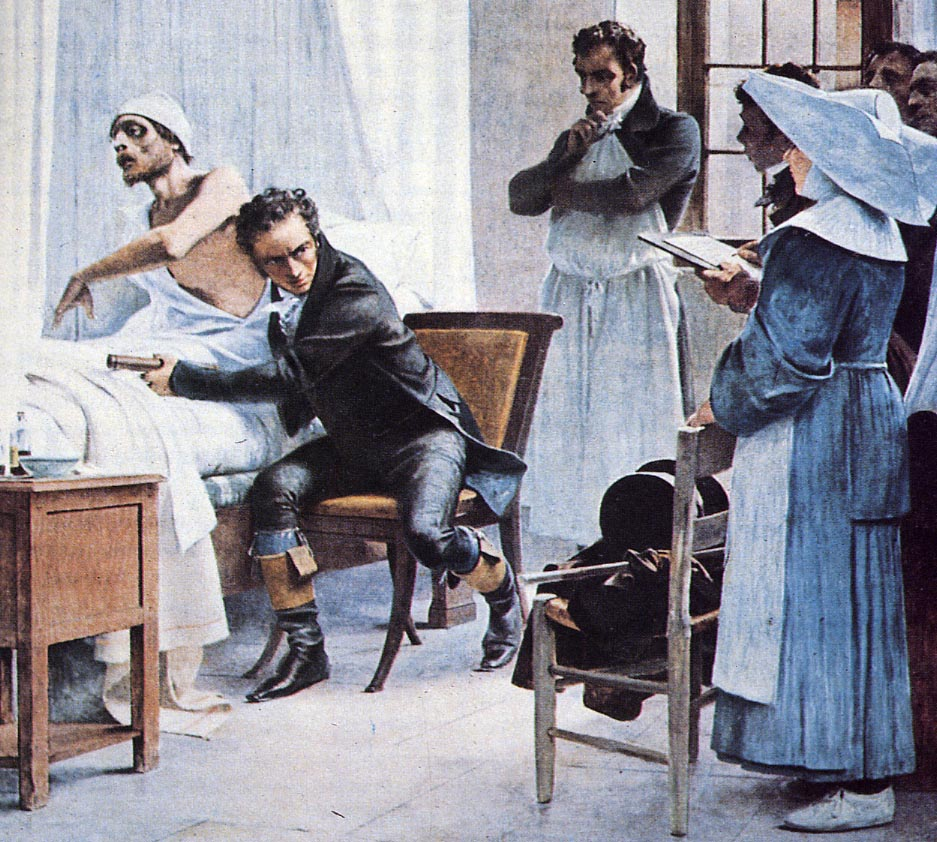
学生の前で患者の聴診を実演して見せているラエンネック

ラエンネックは腹膜炎と肝硬変の解明に貢献している。肝硬変の名称 "cirrhosis" はラエンネックが命名したものである（症状はそれ以前から知られていた）。
"melanoma"（悪性黒色腫）もラエンネックの命名で、肺への黒色腫の転移について研究している。まだ医学生であった1804年、彼は黒色腫に関する初めての講義を行っている。この講義は1805年に出版された。ラエンネックが実際に使った言葉は "melanose" で、ギリシア語で「黒」を意味する mela または melan に由来する。尚、デュピュイトランは黒色腫の研究について、自身の貢献をラエンネックが無視しているとして、後に両者の間で辛辣な手紙の遣り取りがあった。
彼は結核の研究にも力を入れた。皮肉なことに、後に彼の甥がラエンネックの聴診器でラエンネック自身を診察し、結核の罹患を発見した。
また、ラエンネックは対象の科学的観察を主張した。ベンジャミン・ウォード・リチャードソン教授は Disciples of Aesculapius の中で、「真の医学生は2年間の研修の間にラエンネックの間接聴診法と聴診器の使用法についての論文を少なくとも1度は読む。それはヴェサリウス、ハーベー、ヒポクラテスの業績にも比肩するものだ」と記している。

## ラエンネックの名がついた用語

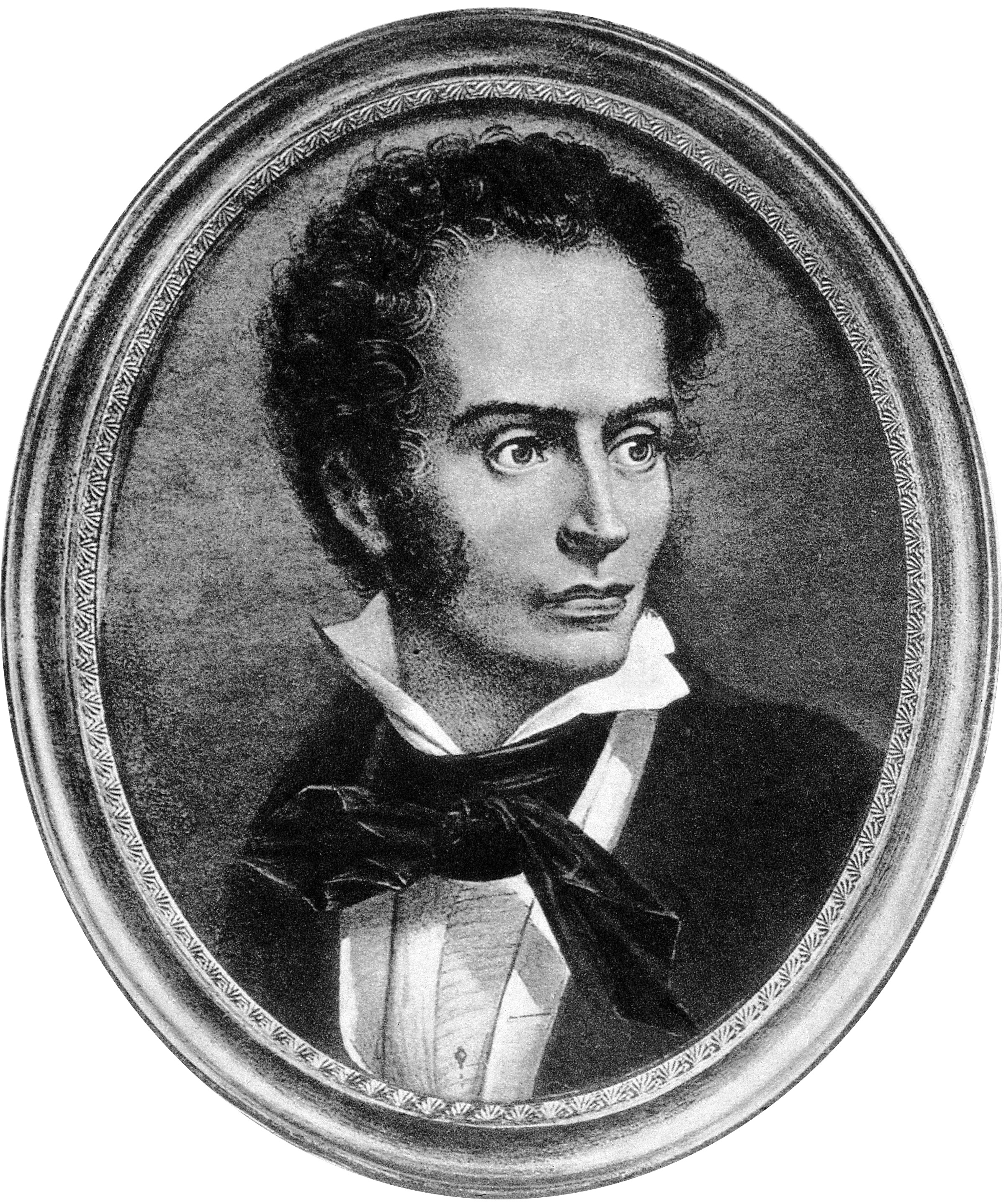
ルネ・ラエンネック

- ラエンネック肝硬変 (Laennec's cirrhosis)
- ラエンネック血栓 (Laennec's thrombus) - 出生前に心臓に生じる血栓
- ラエンネック真珠 (Laennec's pearls) - 喘息患者の痰

## パリにあるラエンネック所縁の場所
ラエンネックが『間接診察法』を執筆した "Hôpital Necker - Enfants Malades" の外壁、Rue de Sèvres 149番地の病院入口付近にラエンネックの肖像が浮き彫りされた大理石の記念碑がある。碑文には "Dans cet hôpital Laennec découvrit l'auscultation. 1781-1826"（この病院でラエンネックは聴診法を開発した）とある。現代的な病院の建物が並ぶ中で、この正面からは古い建物が幾つか見える。

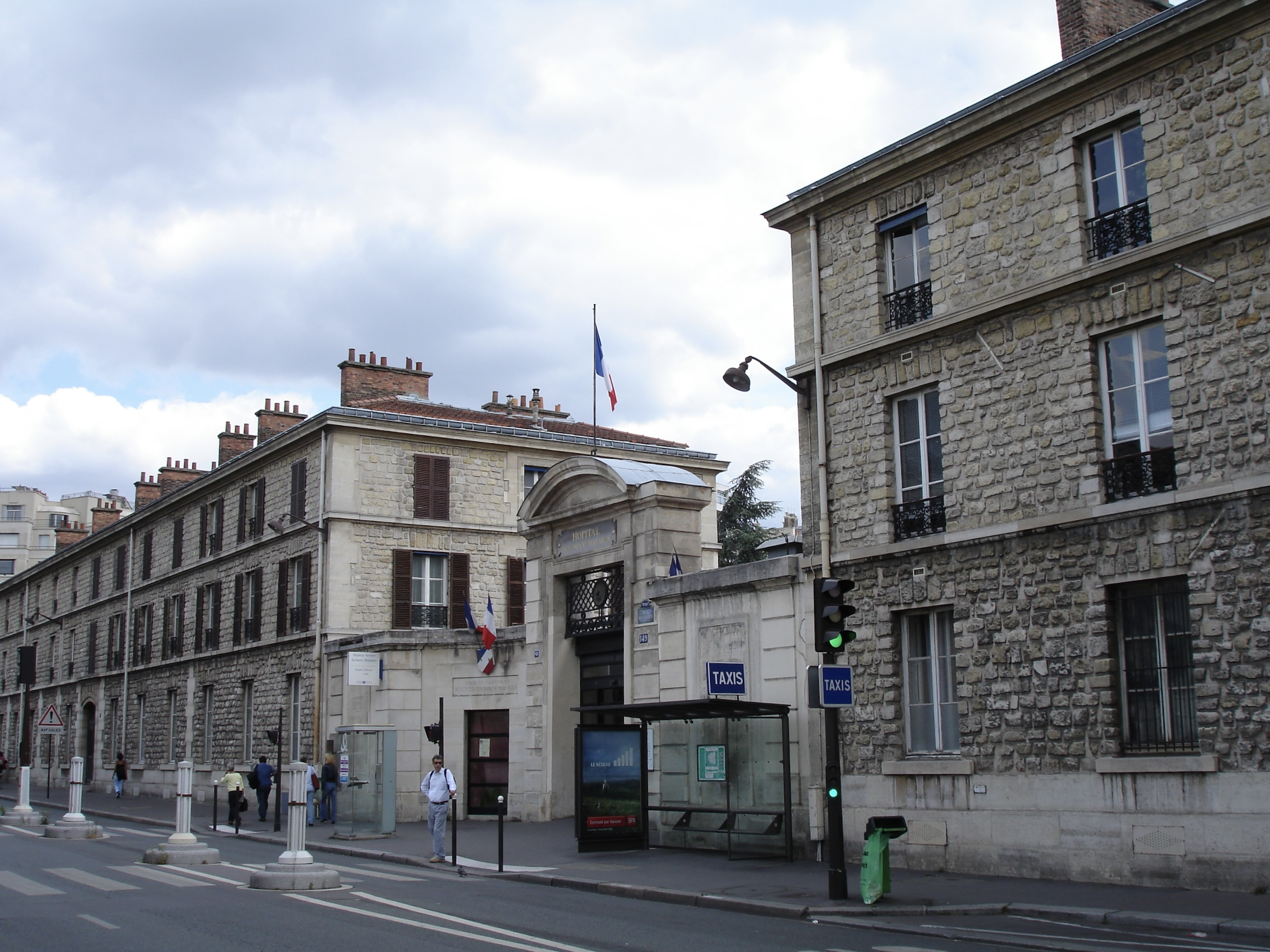
Rue de Sevres の入口
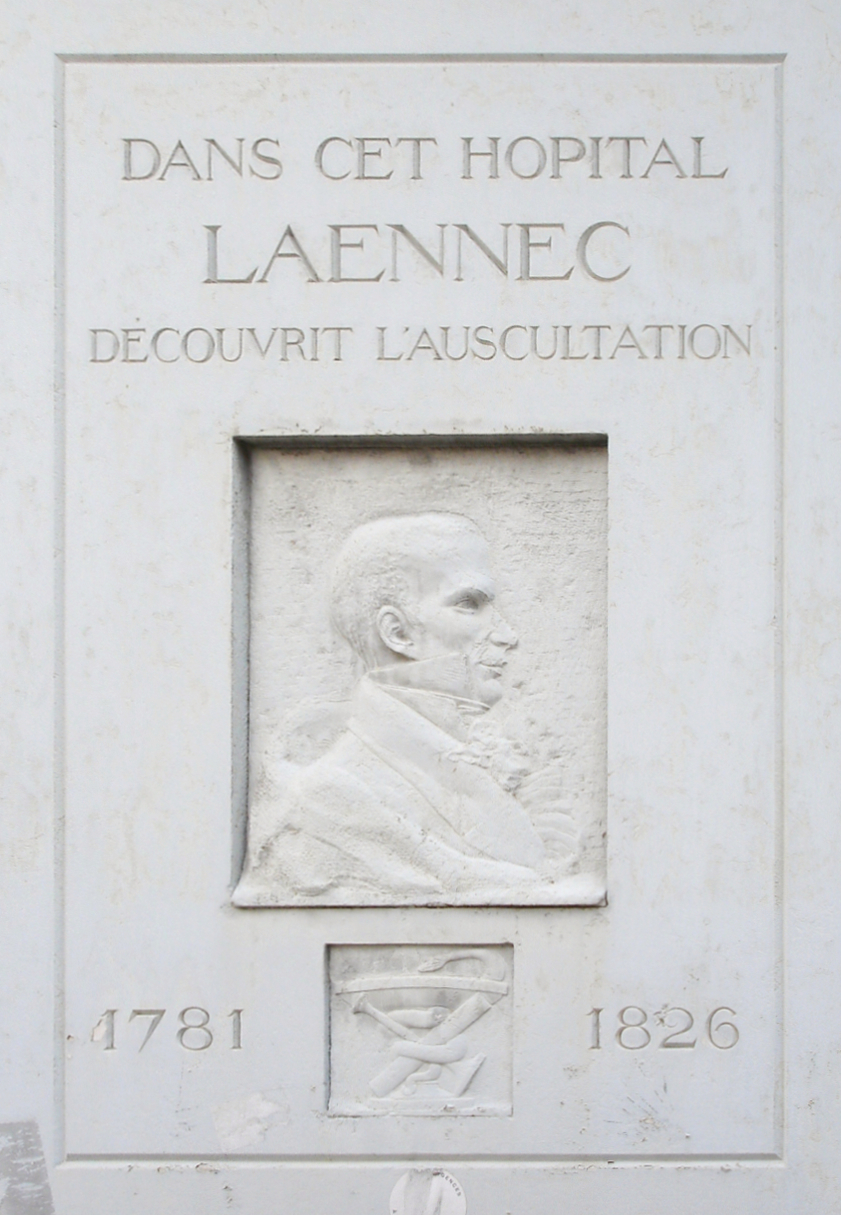
ラエンネックの記念碑
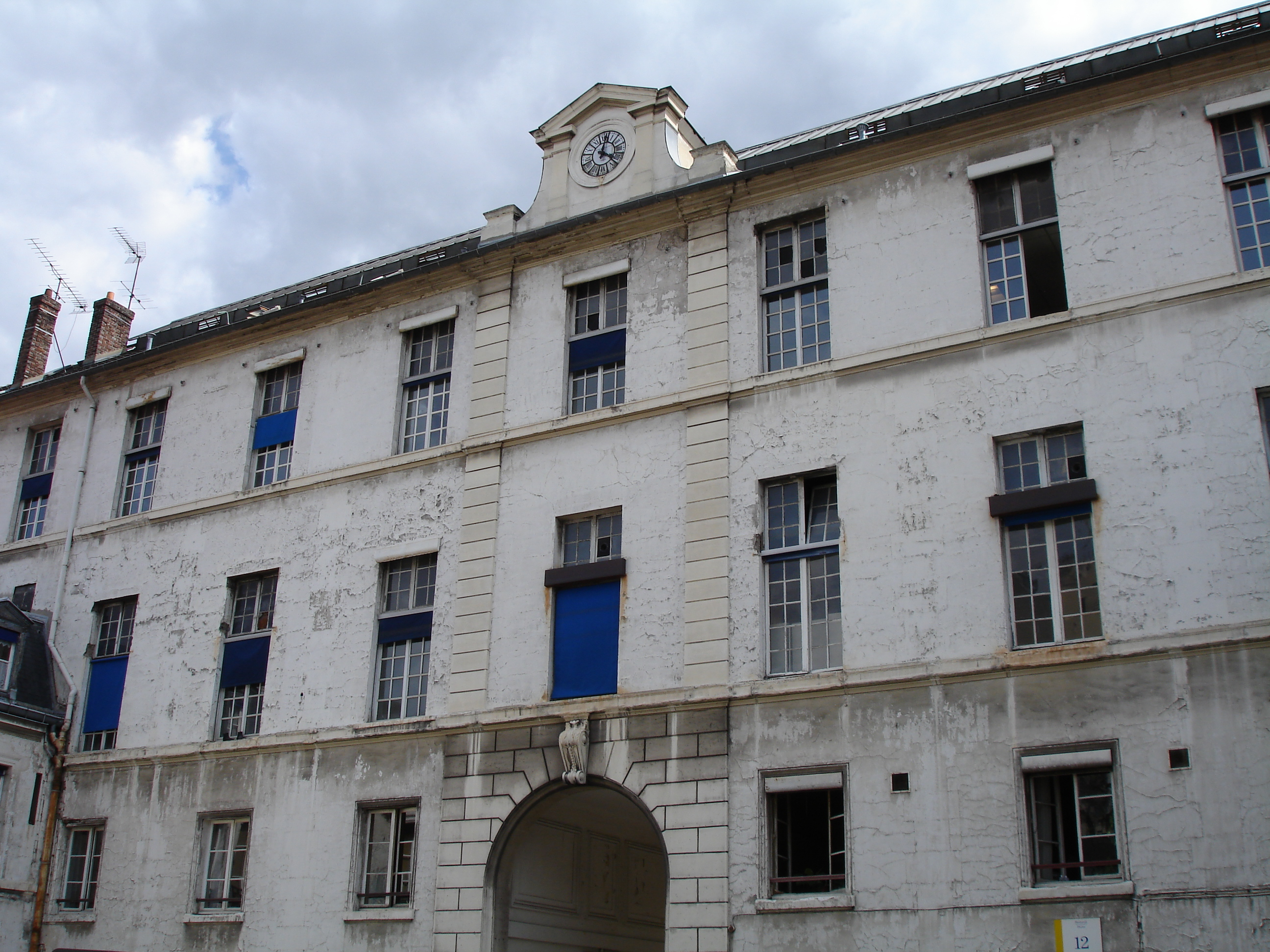
Hopital Necker の中でも古い建物の1つ
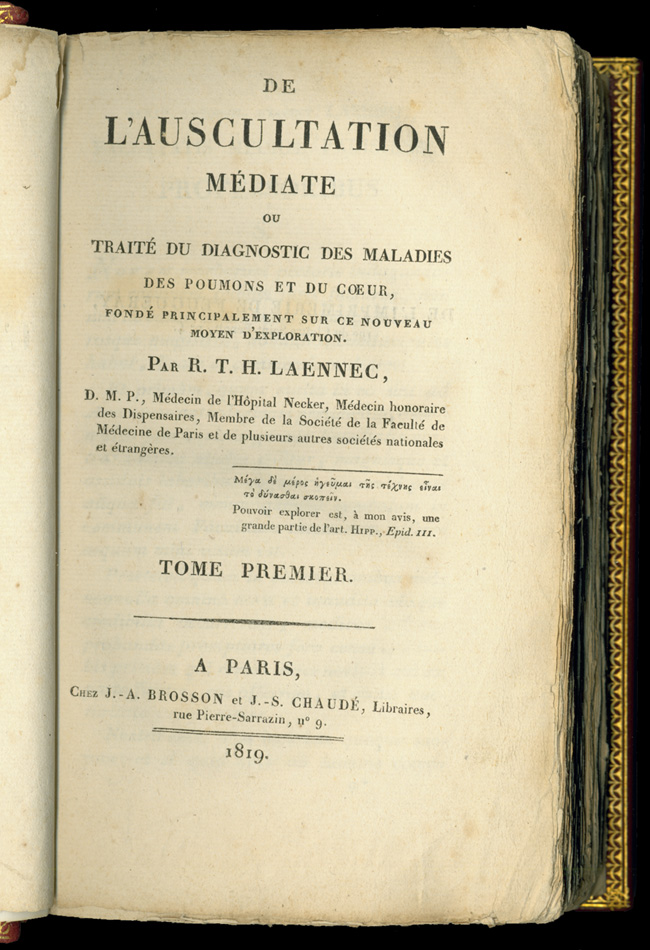
De l’auscultation médiate…. Paris: J.-A. Brosson et J.-S. Chaude, 1819.
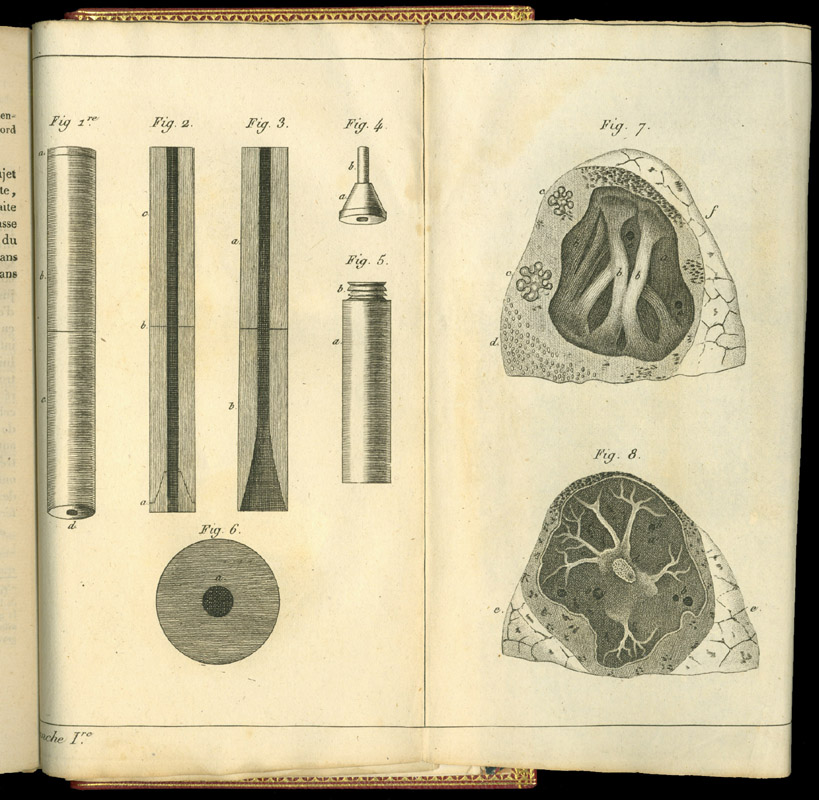
De l’auscultation médiate... 聴診器と肺の図
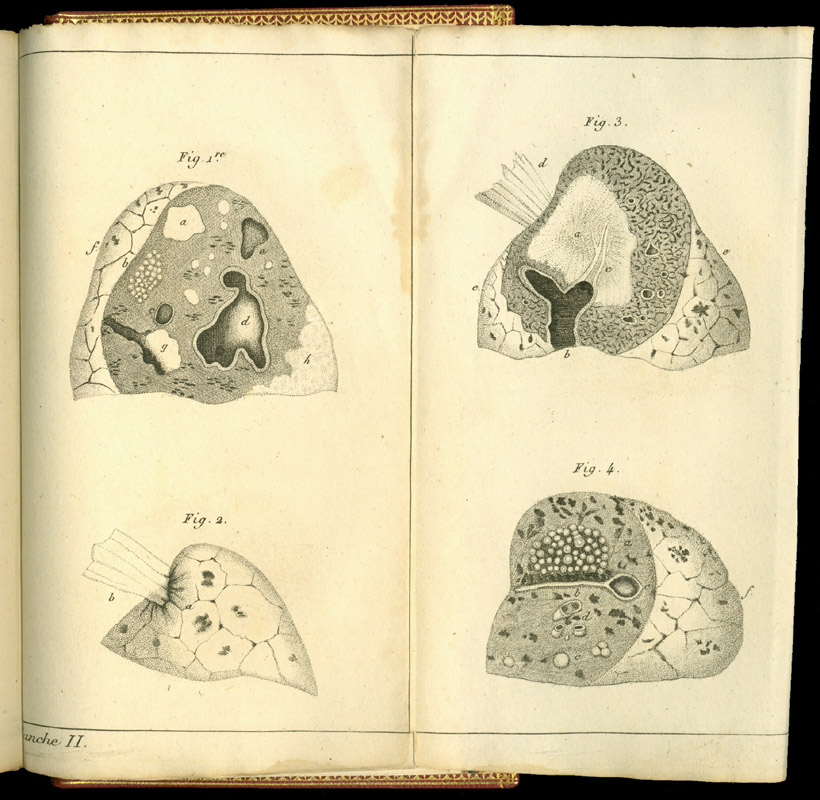
De l’auscultation médiate... この本には結核に冒された肺の図が数多く掲載されている。